# Исчезновение Камелии Шехаты
Исчезнове́ние Каме́лии Шеха́ты За́хер (родилась 22 июля 1985 года), школьной учительницы и жены Тадроса Самаана — коптского священника церкви Святого Марка в соборе Мовас в Минье, Египет, произошло в Дейр-Мавасе в июле 2010 года. Её исчезновение вызвало слухи о похищении и принудительном обращении в ислам. Её последующее возвращение в церковь разожгло напряжённость между мусульманским большинством и коптским христианским меньшинством Египта.

## Исчезновение
Согласно полицейскому отчету, Шехата исчезла из своего дома в Дейр-Мавасе 18 июля 2010 года после семейной ссоры. Согласно некоторым сообщениям, ссора была из-за её желания перейти в ислам. Слухи о её насильном обращении в ислам начали циркулировать среди египетских коптов после того, как муж и семья Шехаты первоначально утверждали, что она была похищена.
Шехата была обнаружена 23 июля в доме друга в Каире. Она отрицала, что её похитили, и церковные чиновники подтвердили, что она покинула свой дом по собственной воле. Различные источники утверждают, что после того, как она была обнаружена, полиция либо вернула Шехату её семье, либо передала её под опеку Церкви. Сама Шехата не сделала ни одного публичного заявления, за исключением видео, подлинность которого оспаривается. Её местонахождение неизвестно, и Церковь утверждает, что она находится под её защитой, говоря, что она была «переведена из дома своей семьи в Айн-Шамсе в Каире в церковный гостевой дом, чтобы держать её подальше от напряжения».
Возвращение Шехаты было встречено соперничающими протестами египетских мусульман, которые считали, что Шехата обратилась в ислам, но была насильно возвращена в церковь. Изображения Шехаты в хиджабе появились во время протестов и на интернет-сайтах, посвящённых её предполагаемому похищению и задержанию, хотя подлинность изображений была поставлена под сомнение. Египетская ежедневная газета Al-masry Al-youm описала их как «фотошопы».
В августе 2010 года египетские адвокаты Незар Гораб, Гамал Таг и Тарек Абубакр подали иск против мечети Аль-Азхар и министра внутренних дел Египта, утверждая, что они вступили в сговор, чтобы помешать Шехате перейти в ислам. Адвокаты подали соответствующий иск против президента Египта Хосни Мубарака.
Другой адвокат, Мамдух Исмаил, подал запрос генеральному прокурору на обыск христианских мест поклонения, чтобы выяснить её местонахождение, и подал административный иск против коптского папы Шенуды III, который утверждал, что Шехата содержится против её воли и требовал её освобождения.
В мае 2011 года Шехата появилась в коптской спутниковой телевизионной сети Аль-Хаят и заявила, что живёт со своим мужем и сыном и не обращалась в ислам и не была задержана против её воли Церковью. Она утверждала, что фотографии в Интернете, которые показывают её в хиджабе, были сфабрикованы.
Исламское государство использовало этот инцидент, чтобы оправдать похищение и обезглавление в 2015 году 21 коптского христианского рыбака в Ливии.